# Scutellaria barbata
Escutelaria barbada es una planta usada en medicina china tradicional.  Otros nombres incluyen ban zhi lian (en chino, 半枝莲; pinyin, bànzhīlián). Es nativa de las zonas frías y umbrías de China, India y Japón.

## Descripción
Es una hierba perenne que generalmente alcanza un tamaño de hasta 35 centímetros de altura, a veces más alta. Las hojas ligeramente dentadas son algo lanceoladas o en forma triangular y de hasta aproximadamente 3 centímetros de largo. Las flores nacen en pedúnculos que tienen pequeños y afiladas bractéolas. La flor de color púrpura-azul, ligeramente peluda en la corola es de más o menos un centímetro de largo. La planta crece en hábitats húmedos y muy húmedos, como los campos de arroz.

## Propiedades
Se realizan actualmente estudios para conocer el potencial médico de un antioxidante flavonoide encontrado en la planta que trata tumores en el pecho. Estudios realizados en laboratorio muestran que extractos de la planta inducen la apoptosis en células de cáncer de próstata de ratones vía activación de la Caspasa 3. La planta se utiliza como un remedio de hierbas para la inflamación y lesión traumática.

## Taxonomía
Scutellaria barbata fue descrita por David Don  y publicado en Prodromus Florae Nepalensis 109–110. 1825
Etimología
Scutellaria: nombre genérico que deriva de la  palabra griega: escutella que significa "un pequeño plato, bandeja o plato", en referencia a los sépalos que aparecen de esta manera durante el período de fructificación.
barbata: epíteto latíno que significa "barbada".
Sinonimia
- Scutellaria rivularis Wall. ex Benth. in N.Wallich, Pl. Asiat. Rar. 2: 66 (1831).
- Scutellaria squamulosa A.Ham., Esq. Monogr. Scutellaria: 35 (1832).
- Scutellaria adenophylla Miq., J. Bot. Néerl. 1: 117 (1861).
- Scutellaria cavaleriei H.Lév. & Vaniot, Repert. Spec. Nov. Regni Veg. 8: 402 (1910).
- Scutellaria komarovii H.Lév. & Vaniot, Repert. Spec. Nov. Regni Veg. 8: 402 (1910).[8]